# Yang Yansheng
Yang Yansheng (chiń. 杨雁盛; ur. 5 stycznia 1988) – chiński lekkoatleta, tyczkarz.

## Osiągnięcia
- złoty medal mistrzostw świata juniorów młodszych (Marrakesz 2005)
- złoto mistrzostw Azji juniorów (Makau 2006)
- srebro mistrzostw świata juniorów (Pekin 2006)
- brąz igrzysk azjatyckich (Doha 2006)
- srebrny medal halowych igrzysk azjatyckich (Hanoi 2009)
- 5. miejsce podczas pucharu interkontynentalnego (Split 2010)
- złoto igrzysk azjatyckich (Kanton 2010)
- brąz mistrzostw Azji (Kobe 2011)
- halowe mistrzostwo Azji (Hangzhou 2012)
- 9. miejsce podczas halowych mistrzostw świata (Sopot 2014)

W 2012 reprezentował Chiny na igrzyskach olimpijskich w Londynie – 20. pozycja w eliminacjach nie dała mu awansu do finału.

## Rekordy życiowe
- skok o tyczce (stadion) – 5,75 (2010) do 2014 rekord Chin[1]
- skok o tyczce (hala) – 5,80 (2013) do 2016 rekord Chin[1]